# ديفيد هيرش
ديفيد هيرش (بالإنجليزية: David Hirsch)‏ هو مقدم تلفزيوني أمريكي، ولد في 1962.

## وصلات خارجية
- ديفيد هيرش على موقع IMDb (الإنجليزية)